# Били Крудап
Вилијем Гејтер Крудап (енгл. William Gaither Crudup; Манхасет, Њујорк, 8. јул 1968) амерички је глумац.
Добитник је награда Еми и Тони. Најпознатији филмови у којима је глумио су: Спавачи (1996), Корак до славе (2000), Крупна риба (2003), Позоришна лепота (2004), Добри пастир (2006), Немогућа мисија 3 (2006), Државни непријатељи (2009), Надзирачи (2009) и Под лупом (2015).